# Michiko Kashiwabara
Michiko Kashiwabara (jap. 柏原 理子, Kashiwabara Michiko; * 14. März 1991 in Hakuba) ist eine ehemalige japanische Skilangläuferin.

## Werdegang
Nach dem Besuch der Mittelschule Hakuba wechselte Michiko Kashiwabara auf die 50 km entfernte und Skisport fokussierte Oberschule Iiyama-Minami, bevor sie im Mai 2009 ein Studium an der Waseda-Universität begann.
Kashiwabara trat von 2007 bis 2015 vorwiegend am Far East Cup an Dabei holte sie sechs Siege und gewann in der Saison 2010/11 die Gesamtwertung. In der Saison 2011/12 und 2014/15 errang sie den dritten Platz in der Gesamtwertung.  Bei den nordischen Skiweltmeisterschaften 2009 in Liberec erreichte sie den 45. Rang im Sprint und den siebten Rang mit der Staffel. Ihr erstes Weltcuprennen lief sie im Februar 2009 in Valdidentro, welches sie mit dem 59. Platz im Sprint beendete. Bei den Olympischen Winterspielen 2010 in Vancouver belegte sie den 60. Platz über 10 km Freistil und den achten Rang mit der Staffel. Ihr bestes Ergebnis im Weltcupeinzel erreichte sie im Dezember 2010 in La Clusaz mit dem 37. Platz im 15-km-Massenstartrennen. Den 53. Platz über 10 km klassisch und den zehnten Platz mit der Staffel errang sie bei den nordischen Skiweltmeisterschaften 2011 in Oslo. Bei den Winter-Asienspielen 2011 gewann sie Silber in der Staffel. Bei der Nordic Opening 2012 in Kuusamo belegte sie den 68. und 2013 den 74. Platz.

## Siege bei Continental-Cup-Rennen
| Nr. | Datum             | Ort       | Disziplin       | Serie        |
| --- | ----------------- | --------- | --------------- | ------------ |
| 1.  | 26. Dezember 2010 | Otoineppu | 5 km klassisch  | Far East Cup |
| 2.  | 6. Januar 2011    | Sapporo   | 5 km klassisch  | Far East Cup |
| 3.  | 26. Dezember 2011 | Otoineppu | 5 km klassisch  | Far East Cup |
| 4.  | 27. Dezember 2011 | Otoineppu | 5 km Freistil   | Far East Cup |
| 5.  | 7. Januar 2014    | Sapporo   | Sprint Freistil | Far East Cup |
| 6.  | 7. Januar 2015    | Sapporo   | Sprint Freistil | Far East Cup |